# Famatina (departamento)
Departamento Famatina é um departamento da província de La Rioja, na Argentina.